# Тюльганский район
Тюльга́нский райо́н — административно-территориальная единица (район) и муниципальное образование (муниципальный район) на севере центральной части Оренбургской области России.
Административный центр — посёлок Тюльган.

## География
Площадь района 1887 км². Граничит с Башкортостаном на севере и востоке, с Октябрьским на западе, с Сакмарским на юго-западе и на юге с Саракташским районами Оренбургской области..

## История
Район, близкий по границам к нынешнему Тюльганскому, был образован в мае 1928 года как Троицкий район с райцентром в селе Троицком. Его создание района произошло в рамках изменения административно-территориального деления Среднего Поволжья и Оренбуржья, а также замене губерний, уездов и волостей на области/края, округа, районы и сельсоветы. Троицкий район первоначально находился в составе Оренбургского округа Средне-Волжской области РСФСР. 20 октября 1929 область была переименована в край.
7 декабря 1934 года, за год до упразднения Средне-Волжского края, Оренбуржье было выделено в Оренбургскую область в составе РСФСР . В 1938-57 годах область именовалась Чкаловской.
10 августа 1960 года райцентр перенесён в посёлок городского типа Тюльган. Район при этом остался Троицким.
1 февраля 1963 года Троицкий район с административным центром в пгт. Тюльган был ликвидирован, а его территория вошла в состав Октябрьского района области.
Однако 12, по другим данным 11 января 1965 года Троицкий район был фактически восстановлен в тех же границах, с тем же центром, но уже под названием Тюльганский.

## Население
| 2002    | 2003    | 2004    | 2009    | 2010    | 2012    | 2013    | 2014    | 2015    |
| ------- | ------- | ------- | ------- | ------- | ------- | ------- | ------- | ------- |
| 23 627  | ↘23 600 | ↘23 500 | ↘23 454 | ↘19 725 | ↘19 385 | ↘19 121 | ↘18 763 | ↘18 489 |
| 2016    | 2017    | 2018    | 2019    | 2020    | 2021    |         |         |         |
| ↘18 246 | ↘18 033 | ↘17 828 | ↘17 609 | ↘17 356 | ↗17 698 |         |         |         |

### Национальный состав
По итогам переписи населения 2020 года: русские — 78,1 %, башкиры  — 9,3 %, татары - 4,7 %, казахи - 3,3 %, украинцы - 1,7 %.
Башкирские населённые пункты: Алабердино, Давлеткулово. Татарский населённый пункт: Аустяново.

## Территориальное устройство
Тюльганский район как административно-территориальная единица области включает 13 сельсоветов и 1 поссовет. В рамках организации местного самоуправления, Тюльганский муниципальный район включает соответственно 14 муниципальных образований со статусом сельских поселений (сельсоветов, поссоветов):
| №  | Муниципальное образование   | Административный центр | Количество населённых пунктов | Население (чел.) | Площадь (км²) |
| -- | --------------------------- | ---------------------- | ----------------------------- | ---------------- | ------------- |
| 1  | Алмалинский сельсовет       | село Алмала            | 2                             | ↘238             | 39,22         |
| 2  | Благовещенский сельсовет    | село Благовещенка      | 2                             | ↘417             | 132,09        |
| 3  | Благодарновский сельсовет   | село Благодарное       | 6                             | ↘1027            | 242,79        |
| 4  | Городецкий сельсовет        | село Городки           | 3                             | ↘540             | 136,50        |
| 5  | Екатеринославский сельсовет | село Екатеринославка   | 4                             | ↘549             | 109,04        |
| 6  | Ивановский сельсовет        | село Ивановка          | 2                             | ↘476             | 107,53        |
| 7  | Ключевский сельсовет        | село Ключи             | 1                             | ↘348             | 88,58         |
| 8  | Разномойский сельсовет      | село Разномойка        | 2                             | ↘469             | 93,87         |
| 9  | Репьёвский сельсовет        | село Репьёвка          | 2                             | ↘422             | 143,82        |
| 10 | Ташлинский сельсовет        | село Ташла             | 1                             | ↘866             | 321,20        |
| 11 | Троицкий сельсовет          | село Троицкое          | 4                             | ↘1047            | 102,20        |
| 12 | Тугустемирский сельсовет    | село Тугустемир        | 5                             | ↘718             | 131,47        |
| 13 | Тюльганский поссовет        | посёлок Тюльган        | 3                             | ↗9902            | 94,04         |
| 14 | Чапаевский сельсовет        | село Владимировка      | 5                             | ↘839             | 144,86        |

В 2005 году на территории муниципального района были образованы 15 муниципальных образований со статусом сельских поселений (сельсоветов). В 2013 году Нововасильевский сельсовет был упразднён и включён в Тюльганский поссовет.

### Населённые пункты
В Тюльганском районе 42 населённых пункта.
| №  | Населённый пункт   | Тип     | Население | Муниципальное образование   |
| -- | ------------------ | ------- | --------- | --------------------------- |
| 1  | Алабердино         | село    | 408       | Чапаевский сельсовет        |
| 2  | Алмала             | село    | 279       | Алмалинский сельсовет       |
| 3  | Андреевский        | хутор   | 19        | Троицкий сельсовет          |
| 4  | Астрахановка       | село    | 248       | Благодарновский сельсовет   |
| 5  | Аустяново          | село    | 109       | Екатеринославский сельсовет |
| 6  | Благовещенка       | село    | 436       | Благовещенский сельсовет    |
| 7  | Благодарное        | село    | 625       | Благодарновский сельсовет   |
| 8  | Болдырёвка         | село    | 69        | Благовещенский сельсовет    |
| 9  | Варваринка         | село    | 60        | Алмалинский сельсовет       |
| 10 | Владимировка       | село    | 356       | Чапаевский сельсовет        |
| 11 | Городки            | село    | 585       | Городецкий сельсовет        |
| 12 | Давлеткулово       | село    | 282       | Чапаевский сельсовет        |
| 13 | Егорьевка          | хутор   | 10        | Благодарновский сельсовет   |
| 14 | Екатериновка       | село    | 149       | Благодарновский сельсовет   |
| 15 | Екатеринославка    | село    | 436       | Екатеринославский сельсовет |
| 16 | Ивановка           | село    | 419       | Ивановский сельсовет        |
| 17 | Калинин            | хутор   | 100       | Тугустемирский сельсовет    |
| 18 | Ключи              | село    | ↘348      | Ключевский сельсовет        |
| 19 | Козловка           | село    | 129       | Репьёвский сельсовет        |
| 20 | Копылы             | хутор   | 3         | Чапаевский сельсовет        |
| 21 | Междуречье         | село    | 67        | Троицкий сельсовет          |
| 22 | Николаевка         | село    | 97        | Троицкий сельсовет          |
| 23 | Новая Барангуловка | деревня | 85        | Тугустемирский сельсовет    |
| 24 | Нововасильевка     | село    | 554       | Тюльганский поссовет        |
| 25 | Новониколаевка     | село    | 104       | Тюльганский поссовет        |
| 26 | Новосергиевка      | хутор   | 120       | Городецкий сельсовет        |
| 27 | Новый Турай        | хутор   | 34        | Тугустемирский сельсовет    |
| 28 | Парфирьевка        | хутор   | 3         | Благодарновский сельсовет   |
| 29 | Разномойка         | село    | 551       | Разномойский сельсовет      |
| 30 | Репьёвка           | село    | 441       | Репьёвский сельсовет        |
| 31 | Романовка          | село    | 163       | Благодарновский сельсовет   |
| 32 | Рудное             | село    | 207       | Ивановский сельсовет        |
| 33 | Савельевка         | село    | 10        | Екатеринославский сельсовет |
| 34 | Славянка           | хутор   | 0         | Разномойский сельсовет      |
| 35 | Советский          | хутор   | 0         | Городецкий сельсовет        |
| 36 | Старый Турай       | хутор   | 94        | Тугустемирский сельсовет    |
| 37 | Стретинка          | село    | 96        | Екатеринославский сельсовет |
| 38 | Ташла              | село    | ↘866      | Ташлинский сельсовет        |
| 39 | Троицкое           | село    | ↘1096     | Троицкий сельсовет          |
| 40 | Тугустемир         | село    | 595       | Тугустемирский сельсовет    |
| 41 | Тюльган            | посёлок | ↗9297     | Тюльганский поссовет        |
| 42 | Тюльган            | станция | 190       | Чапаевский сельсовет        |

### Упразднённые населённые пункты
1 декабря 1999 года были упразднены деревни Аксаково и Орловка.

## Достопримечательности
- Лесокультурный памятник Ташлинский лесопарк Тимашева, ландшафтный памятник гора Ямантау[27].
- В 30 км на север от Тюльгана расположено старое село Тугустемир с родником-фонтаном в 1,5 км от села, а непосредственно в селе находится храм великомученицы Екатерины[28].